# Mohamed-Ali Cho
Mohamed-Ali Cho (* 19. Januar 2004 in Stains) ist ein französisch-englischer Fußballspieler, der als Offensivspieler beim OGC Nizza und der französischen U21-Nationalmannschaft spielt.

## Karriere

### Verein
Cho begann mit sechs Jahren seine fußballerische Ausbildung beim US de Chantilly. Dort spielte er ein Jahr, bevor er 2011 in die Jugendakademie von Paris Saint-Germain wechselte. 2015 wurde er vom FC Everton verpflichtet, wo er vier Jahre in der Jugend spielte. Im Januar 2020 wechselte er zurück nach Frankreich zum SCO Angers, wo er ein halbes Jahr später seinen ersten professionellen Vertrag unterschrieb. Sein Debüt gab er am 2. Spieltag der Ligue 1 als er bei der 0:2-Niederlage gegen Girondins Bordeaux kurz vor Schluss eingewechselt wurde. Im Jahr 2020 durfte er bei Angers aber noch nie von Anfang an spielen und kam am Ende der Saison auf 21 Ligaeinsätze. Am 29. August 2021 (4. Spieltag) schoss er bei einem 2:0-Sieg über Stade Rennes sein erstes Tor im Profibereich. Im Sommer 2022 wechselte der Spieler zu Real Sociedad San Sebastián, wo er einen Vertrag bis 2027 unterzeichnete.
Im Januar 2024 wechselte er zurück nach Frankreich zum OGC Nizza.

### Nationalmannschaft
Cho konnte bislang ein Spiel für die englische U-16-Nationalmannschaft machen. Seit 2021 ist er schließlich für die U21-Mannschaft und seit 2022 für die U19-Mannschaft Frankreichs aktiv.